# جما ولان
جما ولان (انگلیسی: Gemma Whelan؛ زاده) هنرپیشه اهل بریتانیا است که بیشتر برای بازی در نقش یارا گریجوی در سریال بازی تاج و تخت از اچ‌بی‌او شناخته شده‌است.